# Ateísmo de Estado

Mapa mundial mostrando nações que anteriormente ou atualmente praticam o ateísmo de Estado.
Países que praticavam o ateísmo de estado no passado
Países que praticam o ateísmo de estado atualmente

O ateísmo de Estado é a incorporação do ateísmo ou não-teísmo em regimes políticos. Pode também referir-se a tentativas de secularização em grande escala por parte de governos.  É uma forma de relação religião-estado que está geralmente ligada ideologicamente à irreligião e à promoção da irreligião em certa medida.  O ateísmo de Estado pode referir-se à promoção de anticlericalismo, que se opõe ao poder institucional religioso e à influência em todos os aspetos da vida pública e política, incluindo o envolvimento da religião na vida quotidiana do cidadão. Em alguns casos, os símbolos religiosos e práticas públicas que outrora eram mantidas pela religião foram substituídos por versões secularizadas. O ateísmo de Estado também pode existir de uma forma politicamente neutra, caso em que é considerado como não secularizado.
A promoção estatal do ateísmo como norma pública foi implementada pela primeira vez durante a Revolução Francesa (1789-1799).  O México revolucionário seguiu políticas semelhantes a partir de 1917. A maioria dos Estados Marxistas-Leninistas seguiu políticas semelhantes a partir de 1917. A República Socialista Federativa Soviética da Rússia (1917–1991) e, de um modo mais geral, a União Soviética (1922-1991) tiveram uma longa história de ateísmo de Estado, em que aqueles que procuravam alcançar sucesso socialmente tinham, geralmente, de professar ateísmo e de se afastar de locais de culto; Na Europa Oriental, países como a Bielorrússia, Bulgária, Estónia, Letónia, Rússia e Ucrânia experimentaram políticas fortes  de ateísmo estatal. A Alemanha Oriental e a Checoslováquia também tinham políticas semelhantes. A União Soviética tentou impor o ateísmo em vastas áreas da sua influência, incluindo locais como a Ásia Central. Atualmente ou no seu passado, a China, Coreia do Norte, Vietname, Cambodja, e Cuba são, ou eram, oficialmente ateístas.
Em contraste, um Estado secular pretende ser oficialmente neutro em matéria de religião, não apoiando nem a religião, nem a irreligião. Numa análise de 35 estados europeus em 1980, 5 estados foram considerados "laicos" no sentido de neutralidade religiosa, 9 considerados "ateus", e 21 estados considerados "religiosos".

## Estados ateus

### Albânia
A Albânia tornou-se um Estado ateu declarado por Enver Hoxha, e manteve-se assim a partir de 1967 até 1991. A tendência ateísta na Albânia foi levada ao extremo durante o regime quando religiões foram identificadas como importações estrangeiras para a cultura albanesa e foram totalmente proibidas. Esta política foi aplicada e sentida principalmente no interior das fronteiras do atual estado albanês, produzindo uma maioria da população não religiosa.
A Lei de Reforma Agrária, de agosto de 1945, nacionalizou as propriedades de instituições religiosas, incluindo os bens de mosteiros, ordens e dioceses. Em maio de 1967, todas as instituições religiosas tinham renunciado a 2.169 igrejas, mesquitas, claustros, e santuários, muitos dos quais foram convertidos em centros culturais para os jovens. Muitos imãs muçulmanos e sacerdotes ortodoxos renunciaram ao seu passado. Mais de 200 clérigos de diferentes religiões foram detidos, enquanto outros foram obrigados a procurar emprego em qualquer indústria ou agricultura. Como as obras literárias mensais da editora Tëtë Nëntori relataram, a Albânia "criou a primeira nação ateísta do mundo." De 1967 até o fim do regime comunista, foram proibidas as práticas religiosas no país que foi proclamado oficialmente ateu, marcando um evento que aconteceu pela primeira vez na história mundial.[carece de fontes?]

### União Soviética

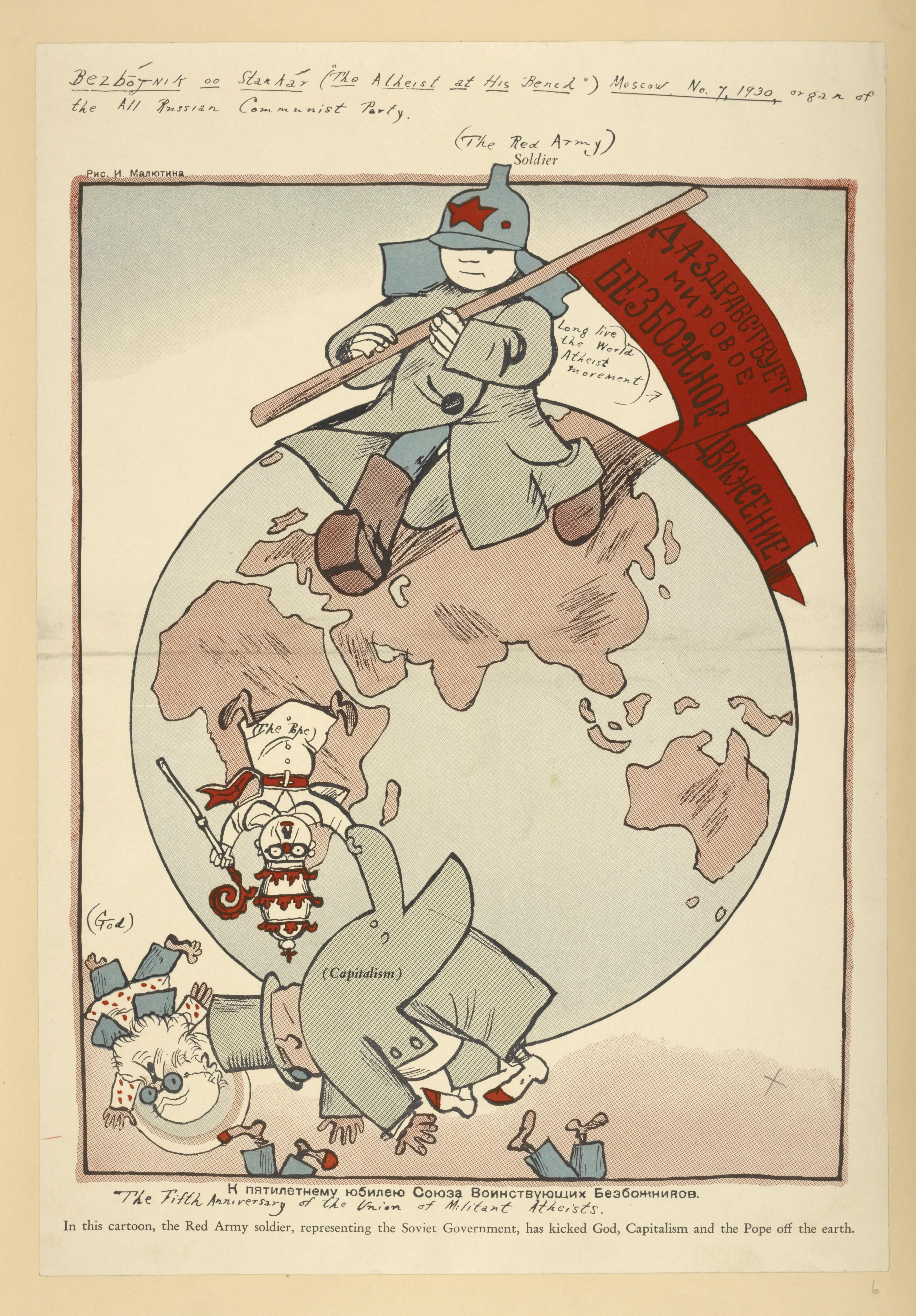
Capa de uma edição da revista satírica, ateísta e antirreligiosa Bezbozhnik ("Os sem-Deus") publicada na União Soviética de 1922 a 1941.

A URSS desde 1922 tornou-se um Estado ateísta. Em 1934, 28% das igrejas ortodoxas cristãs, 42% das mesquitas muçulmanas e 52% das sinagogas judaicas foram fechadas na URSS. Dentro de cerca de um ano da revolução, o Estado expropriou todos os bens da Igreja, incluindo as próprias igrejas, e no período de 1922 a 1926, 28 bispos Ortodoxos Russos e mais de 1.200 sacerdotes foram mortos (um número muito maior foi objeto de perseguição).
A Catedral de Cristo Salvador de Moscou, a sede da Igreja Ortodoxa Russa e seu templo mais sagrado, foi destruída em duas rodadas de explosões por ordens diretas de Stalin em 1931, milhares de sacerdotes protestaram contra a decisão e foram presos e enviados a Gulags, em seu lugar os comunistas pretendiam construir o "Palácio dos Sovietes", a sede do governo stalinista.[carece de fontes?] A Igreja Ortodoxa Russa possuía 54.000 paróquias durante a Primeira Guerra Mundial, o que foi reduzido para 500 em 1940. A maioria dos seminários foi fechada, e a publicação de escrita religiosa foi proibida.

### Citações
1. 1 2 3  Bullivant-Lee 2016.
2. 1 2 3 4  Bullivant-Ruse 2015, pp. 461-462.
3. ↑  Madeley 2009, p. 183.
4. ↑  "Bullivant-Lee 2016.
5. 1 2  Temperman 2010, pp. 140-141.
6. ↑  Franken-Loobuyck 2011.
7. ↑  Maddox 1998, p. 99.
8. ↑  Latreille, A. FRENCH REVOLUTION, New Catholic Encyclopedia v. 5, pp. 972–973 (Second Ed. 2002 Thompson/Gale) ISBN 0-7876-4004-2.
9. ↑  Haas, Ernst B.; Haas, Professor Ernst B. (1997). Nationalism, Liberalism, and Progress: The dismal fate of new nations (em inglês). [S.l.]: Cornell University Press. p. 231
10. 1 2  Wessinger 2000.
11. 1 2  Eller 2014, p. 254.
12. 1 2  Bullivant-Ruse 2015, p. 626.
13. 1 2  Hertzke 2006, p. 43.
14. 1 2 3  Hertzke 2006, p. 44.
15. 1 2  Obrien 1993, p. 108.
16. ↑  Temperman 2010, p. 120.
17. ↑  Temperman 2010, p. 140.
18. ↑  Madeley 2003.
19. ↑  Sang M. Lee writes that Albania was "[o]fficially an atheist state under Hoxha…" Restructuring Albanian Business Education Infrastructure August 2000 (Accessed 6 June 2007)
20. ↑  «The Albanian Constitution of 1976». bjoerna.dk. Consultado em 29 de maio de 2021
21. 1 2  Representations of Place: Albania, Derek R. Hall, The Geographical Journal, Vol. 165, No. 2, The Changing Meaning of Place in Post-Socialist Eastern Europe: Commodification, Perception and Environment (Jul., 1999), pp. 161-172, Blackwell Publishing on behalf of The Royal Geographical Society (with the Institute of British Geographers)
22. ↑  Goring, Rosemary, ed. (1994). Larousse Dictionary of Beliefs & Religions. [S.l.]: Larousse. pp. 581–584. Table: "Population Distribution of Major Beliefs" (Nonreligious 74.00%)
23. ↑  «Das multikonfessionelle Moskau | Russland HEUTE». archive.is. 12 de fevereiro de 2013. Consultado em 16 de setembro de 2021
24. ↑  Guzeva, Alexandra (29 de janeiro de 2019). «How did the Soviets use captured churches?». www.rbth.com (em inglês). Consultado em 16 de setembro de 2021
25. 1 2 3  Country Studies: Russia-The Russian Orthodox Church U.S. Library of Congress, Accessed Apr. 3, 2008
26. ↑  Time Magazine, December 14, 1931, mentioned demolition by liquid air cartridges; this is not corroborated by current Russian sources www.time.com